# 다이토큐

다이토큐(일본어: 大東急, だいとうきゅう 다이토오큐우[*])라는 제2차 세계 대전하의 일본에 존재했던 도쿄 급행 전철을 말한 낱말이다. 총수는 고토 게이타이다.

## 개요
1942년 도쿄 요코하마 전철(현재: 도쿄 급행 전철)은 육상교통사업조정법(일본어: 陸上交通事業調整法)에 따라 고토 게이타가 경영하던 오다큐 전철과 게이힌 전기 철도(현재: 게이힌 급행 전철)를 합병했다. 그리고 1944년에 게이오 전기 철도(현재: 게이오 전철)도 합병했다. 1945년에 자화사였던 사가미 철도 영업을 수탁했다.
이에 따라 다이토큐의 교통 사업 범위는 도쿄도 남서부 및 가와사키·요코하마·요코스카에 미쳤다. 다이토큐 시절의 철도 노선망은 현재 도쿄 급행 전철뿐만이 아니라 게이오 전철, 오다큐 전철, 게이힌 급행 전철도 해당한다.
그리고 다음과 같은 기업들을 산하에 받아들였다.
- 도쿄도 남서부, 가나가와현 전 구역, 시즈오카현 중부 및 군마현 구사쓰, 나가노현 가루이자와 지구에 있는 사유 철도
  - 사가미 철도, 에노시마 전기 철도(현재: 에노시마 전철), 하코네 등산 철도, 시즈오카 철도, 구사가루 전기 철도(현재: 구사가루 교통)
- 버스 사업
  - 간토 노리아이(현재: 간토 버스), 도토 노리아이(현재: 고쿠사이 흥업 버스), 가나가와 추오 노리아이(현재: 가나가와 중앙 교통)
- 상기 사철 버스 사업 및 자회사, 택시 기업
  - 일본 교통, 가나가와 도시 교통
- 육운 기업

제2차 세계 대전이 끝난 후 독점금지법 및 과도경제력집중배제법(일본어: 過度経済力集中排除法)이 공포되었으나 철도 기업인 도쿄 급행 전철에는 적용되지 않았다. 그러나 쓰루카와 이치로(일본어: 鶴川一郎, 오다큐 버스의 사장이 됨)를 비롯하여 구 오다큐 전철 회사원들을 중심으로 분리 및 독립을 요구한다는 운동이 높아졌다. 그리고 다이토큐의 철도 노선은 공습으로 큰 피해를 입었으며 이를 다 복귀하기 위한 자금을 조달하기에는 어려움이 있었다.
공직 추방을 받아들여 있던 고토는 기업 분리가 도쿄 급행 전철을 복구하는데 도움이 된다고 판단하였으며 1948년 6월 1일에 게이오테이토 전철, 오다큐 전철, 게이힌 급행 전철이 분리 및 독립하였다. 이에 따라 1939년 당시의 도쿄요코하마 전철의 노선만이 도쿄 급행 전철의 철도 노선으로 남았다.
게이오테이토·오다큐·게이힌 급행도 기본적으로 다이토큐에 합병되기 전의 철도 노선을 물려받았다. 그러나 이노카시라 선은 원래 오다큐 전철의 철도 노선이었으나 게이오테이토 전철이 물려받았다.

## 다이토큐의 철도 사업 및 버스 사업

### 철도 노선
철도역 명칭이나 영업 거리 등은 1944년 당시 값임.
| 노선 명칭     | 구간                                    | 영업거리 (km) | 비고                                                                   |
| ------------- | --------------------------------------- | ------------- | ---------------------------------------------------------------------- |
| 도요코 선     | 시부야 - 사쿠라기초                     | 26.3          | 요코하마 - 사쿠라기초 구간은 2004년 폐지됨.                            |
| 메카마 선     | 메구로 - 가마타                         | 13.1          | 현재는 메구로 선 및 도큐 다마가와 선                                   |
| 오이마치 선   | 오이마치 - 미조노쿠치                   | 12.6          | 일부는 현재 덴엔토시 선에 해당함                                       |
| 이케가미 선   | 고탄다 - 가마타                         | 10.9          |                                                                        |
| 기누타 선     | 후타코타마가와 - 기누타                 | 2.2           | 1969년 폐지됨                                                          |
| 게이오 선     | 신주쿠～히가시하치오지                  | 38.5          | 1945년 신주쿠역을 이전                                                 |
| 게이오 선     | 조후 - 게이오 다마가와                  | 1.0           | 현재는 게이오 전철 사가미하라 선의 일부임.                             |
| 고료 선       | 기타노 - 다마고료 앞                    | 6.4           | 1945년 영업 휴지, 1964년 폐지됨 일부가 게이오 전철 다카오 선으로 복귀. |
| 이노카시라 선 | 시부야 - 기치조지                       | 12.7          |                                                                        |
| 다이타 연락선 | 다이타 2초메 - 세타가야다이타           | 0.6           | 차량 회송 전용 노선임 게이오테이토 전철이 물려받았으나 1953년 폐지     |
| 오다와라 선   | 신주쿠 - 오다와라                       | 82.5          |                                                                        |
| 오다와라 선   | 이나다노보리토 - 노보리토               | 0.8           | 차량 회송 전용 노선임 1967년 폐지됨                                    |
| 에노시마 선   | 사가미오노 - 가타세에노시마             | 27.6          |                                                                        |
| 시나가와 선   | 시나가와 - 요코하마                     | 22.2          | 현재 게이힌 급행 전철 본선의 일부임.                                   |
| 다이시 선     | 게이힌 가와사키 - 사쿠라모토            | 8.0           |                                                                        |
| 아나모리 선   | 게이힌 가마타 - 아나모리                | 3.8           | 현재 게이힌 급행 전철 공항선의 일부임.                                 |
| 쇼난 선       | 요코하마 - 우라가                       | 33.3          | 현재 게이힌 급행 전철 본선의 일부임.                                   |
| 구리하마 선   | 요코스카호리노우치 - 쇼난쿠리하마       | 4.5           | 현재 게이힌 급행 전철 구리하마 선의 일부임.                            |
| 즈시 선       | 가나자와핫케이 - 쇼난즈시 역 하야마구치 | 6.1           | 쇼난즈시 역 하야마구치는 신즈시 역 남쪽에 있었음                       |
| 아쓰기 선     | 요코하마 - 에비나                       | 24.6          | 현재 사가미 철도 본선                                                  |
| 아쓰기 선     | 사가미코쿠분 - 아쓰기                   | 2.2           | 현재 사가미 철도 아쓰기 선(화물선)                                     |
| 노면전차      |                                         |               |                                                                        |
| 다마가와 선   | 시부야 - 후타코타마가와                 | 9.1           | 1969년 폐지됨                                                          |
| 다마가와 선   | 산겐자야 - 시모타카이도                 | 5.1           | 현재 도쿄 급행 전철 세타가야 선                                        |
| 다마가와 선   | 시부야 - 덴겐지바시                     | 2.6           | 1948년 도쿄 도 교통국에 양도 1969년 폐지됨                             |
| 다마가와 선   | 시부야바시 - 나카메구로                 | 1.4           | 1948년 도쿄 도 교통국에 양도 1967년 폐지됨                             |

## 철도 차량
다이토큐가 성립하였을 때 차량 번호가 중복되기 때문에 일제히 차량 번호를 변경하였다.
| 구(舊) 도쿄요코하마 전철(다마가와 선) | 1 - 999     |
| 구 오다큐 전철과 이노카시라 선        | 1000 - 1999 |
| 구 게이오 전기 철도                   | 2000 - 2999 |
| 구 도쿄요코하마 전철                  | 3000 - 3999 |
| 구 게이힌 전기 철도                   | 5000 - 5999 |